# Pål Varhaug
Pål Varhaug (Stavanger, Noruega; 26 de enero de 1991) es un piloto de automovilismo noruego. Compitió en GP3 Series en 2010, 2014 y 2015 con Jenzer Motorsport, y 2011 y 2013 en GP2 Series con los equipos DAMS y Hilmer Motorsport respectivamente.

## Carrera

### Inicios
Varhaug comenzó su carrera en el karting en 2005, finalizando quinto en el Campeonato Noruego Júnior ICA. Al año siguiente ganó el título de dicho campeonato.

### Fórmula Renault 2.0
En 2007, compitió en Fórmula Renault Suiza 2.0 con Jenzer Motorsport. A lo largo de la temporada, logró siete puestos en el podio, incluidas cuatro victorias, para terminar como subcampeón en el campeonato. También participó en Fórmula Renault Italiana 2.0 y la Copa de Europa del Norte de Fórmula Renault 2.0.
Continuó con Jenzer en 2008, donde participó en la Eurocopa de Fórmula Renault 2.0 y nuevamente en Fórmula Renault Italiana 2.0. Terminó decimoquinto en el Campeonato de Pilotos de la Eurocopa, con 17 unidades. En la serie italiana, terminó en los puntos en catorce carreras y ganó tres carreras para ganar el título.

### Fórmula Master Internacional
En 2009, el noruego pasó a Fórmula Master Internacional, una vez más con Jenzer Motorsport. Terminó quinto en el Campeonato de Pilotos, y fue subcampeón en el Campeonato de Novatos detrás de Alexander Rossi. Logró cinco podios y una pole position en la ronda en Brno.

### GP3 Series
Varhaug pasó a la nueva categoría llamada GP3 Series con Jenzer en 2010. Después de clasificarse en la primera fila de la parrilla para la ronda inaugural de la temporada en Barcelona, Pål se convirtió en el primer ganador de una carrera de dicha categoría, terminando por delante de Robert Wickens y Esteban Gutiérrez. Tras su victoria no logró anotar otro punto y finalmente acabó decimotercero en el Campeonato de Pilotos.
En la ronda de Spa-Francorchamps finalizó tercero en la carrera larga, pero fue degradado al decimoquinto lugar por adelantar al auto de seguridad en carrera.

### GP2 Series y GP2 Asia Series
En 2011 pasó a GP2 Series con el equipo DAMS, teniendo de compañero a Romain Grosjean. Terminó decimotercero en la serie de Asia y Grosjean ganó el Campeonato de Pilotos, dándole el Campeonato de Escuderías a DAMS. También el francés logró el campeonato en la serie principal, y Varhuag no logró anotar ningún punto, terminando en el vigesimotercer lugar en la general.

### Auto GP World Series
Tras quedarse sin asiento en DAMS, el noruego pasó a Auto GP World Series en 2012 con el equipo Virtuosi UK, donde logró tres victorias en ocho podios, finalizando subcampeón en el Campeonato de Pilotos.

## Resumen de carrera
| Temporada | Categoría                                       | Equipo            | Carreras | Victorias | Poles | VR | Podios | Puntos | Pos. |
| --------- | ----------------------------------------------- | ----------------- | -------- | --------- | ----- | -- | ------ | ------ | ---- |
| 2007      | Fórmula Renault Suiza 2.0                       | Jenzer Motorsport | 12       | 4         | 3     | 1  | 7      | 232    | 2.º  |
| 2007      | Fórmula Renault Italiana 2.0                    | Jenzer Motorsport | 2        | 0         | 0     | 0  | 0      | 0      | 49.º |
| 2007      | Copa de Europa del Norte de Fórmula Renault 2.0 | Jenzer Motorsport | 2        | 0         | 0     | 0  | 0      | 16     | 39.º |
| 2008      | Eurocopa de Fórmula Renault 2.0                 | Jenzer Motorsport | 14       | 0         | 0     | 0  | 0      | 17     | 14.º |
| 2008      | Fórmula Renault Italiana 2.0                    | Jenzer Motorsport | 12       | 3         | 3     | 1  | 6      | 330    | 1.º  |
| 2009      | Fórmula Master Internacional                    | Jenzer Motorsport | 16       | 0         | 1     | 0  | 5      | 49     | 5.º  |
| 2010      | GP3 Series                                      | Jenzer Motorsport | 16       | 1         | 0     | 0  | 1      | 10     | 13.º |
| 2011      | GP2 Series                                      | DAMS              | 18       | 0         | 0     | 0  | 0      | 0      | 23.º |
| 2011      | GP2 Asia Series                                 | DAMS              | 4        | 0         | 0     | 0  | 0      | 1      | 13.º |
| 2012      | Auto GP World Series                            | Virtuosi UK       | 14       | 3         | 0     | 1  | 8      | 183    | 2.º  |
| 2013      | GP2 Series                                      | Hilmer Motorsport | 4        | 0         | 0     | 0  | 0      | 0      | 31.º |
| 2014      | GP3 Series                                      | Jenzer Motorsport | 18       | 0         | 0     | 0  | 0      | 12     | 17.º |
| 2014      | Auto GP                                         | Virtuosi UK       | 2        | 0         | 0     | 0  | 1      | 24     | 15.º |
| 2015      | GP3 Series                                      | Jenzer Motorsport | 18       | 0         | 0     | 0  | 0      | 5      | 19.º |
| Fuente:   |                                                 |                   |          |           |       |    |        |        |      |

## Resultados

### GP3 Series
(Clave) (negrita indica pole position) (cursiva indica vuelta rápida puntuable)

| Año  | Escudería         | 1   | 1   | 2   | 2   | 3   | 3   | 4   | 4   | 5   | 5   | 6   | 6   | 7   | 7   | 8   | 8   | 9   | 9   | Pos. | Puntos | Ref.   |
| ---- | ----------------- | --- | --- | --- | --- | --- | --- | --- | --- | --- | --- | --- | --- | --- | --- | --- | --- | --- | --- | ---- | ------ | ------ |
| 2010 | Jenzer Motorsport | BAR | BAR | EST | EST | VAL | VAL | SIL | SIL | HOC | HOC | BUD | BUD | SPA | SPA | MNZ | MNZ |     |     | 13.º | 10     | [ 10 ] |
| 2010 | Jenzer Motorsport | 1   | Ret | 15  | 18  | 11  | 8   | 14  | 9   | 12  | Ret | 17  | 23  | 15  | 17  | 14  | 19  |     |     | 13.º | 10     | [ 10 ] |
| 2014 | Jenzer Motorsport | BAR | BAR | SPI | SPI | SIL | SIL | HOC | HOC | BUD | BUD | SPA | SPA | MNZ | MNZ | SOC | SOC | YMC | YMC | 17.º | 12     | [ 16 ] |
| 2014 | Jenzer Motorsport | 12  | Ret | 13  | 9   | 11  | Ret | 19  | Ret | 21  | 14  | 5   | 8   | Ret | 11  | 10  | Ret | 14  | 9   | 17.º | 12     | [ 16 ] |
| 2015 | Jenzer Motorsport | BAR | BAR | SPI | SPI | SIL | SIL | BUD | BUD | SPA | SPA | MNZ | MNZ | SOC | SOC | SAK | SAK | YMC | YMC | 19.º | 5      | [ 17 ] |
| 2015 | Jenzer Motorsport | 21  | 18  | 11  | Ret | 16  | 19  | 9   | 7   | Ret | 10  | Ret | 14  | Ret | 14  | Ret | Ret | 11  | 8   | 19.º | 5      | [ 17 ] |

### GP2 Series
(Clave) (negrita indica pole position) (cursiva indica vuelta rápida puntuable)

| Año  | Escudería         | 1   | 1   | 2   | 2   | 3   | 3   | 4   | 4   | 5   | 5   | 6   | 6   | 7   | 7   | 8   | 8   | 9   | 9   | 10  | 10  | 11  | 11  | Pos. | Puntos | Ref.   |
| ---- | ----------------- | --- | --- | --- | --- | --- | --- | --- | --- | --- | --- | --- | --- | --- | --- | --- | --- | --- | --- | --- | --- | --- | --- | ---- | ------ | ------ |
| 2011 | DAMS              | EST | EST | BAR | BAR | MON | MON | VAL | VAL | SIL | SIL | NÜR | NÜR | BUD | BUD | SPA | SPA | MNZ | MNZ |     |     |     |     | 23.º | 0      | [ 14 ] |
| 2011 | DAMS              | 18  | 21  | 15  | 8   | Ret | 21  | 13  | 10  | 16  | 23  | Ret | 17  | 13  | Ret | 13  | 18  | 11  | 10  |     |     |     |     | 23.º | 0      | [ 14 ] |
| 2013 | Hilmer Motorsport | KUA | KUA | SAK | SAK | BAR | BAR | MON | MON | SIL | SIL | NÜR | NÜR | BUD | BUD | SPA | SPA | MNZ | MNZ | SIN | SIN | YMC | YMC | 31.º | 0      | [ 18 ] |
| 2013 | Hilmer Motorsport | 15  | 19  | Ret | 21  |     |     |     |     |     |     |     |     |     |     |     |     |     |     |     |     |     |     | 31.º | 0      | [ 18 ] |

### GP2 Asia Series
(Clave) (negrita indica pole position) (cursiva indica vuelta rápida puntuable)

| Año  | Escudería | 1   | 1   | 2   | 2   | Pos. | Puntos | Ref.   |
| ---- | --------- | --- | --- | --- | --- | ---- | ------ | ------ |
| 2011 | DAMS      | YMC | YMC | IMO | IMO | 13.º | 1      | [ 13 ] |
| 2011 | DAMS      | Ret | 20  | 14  | 6   | 13.º | 1      | [ 13 ] |

### Auto GP World Series
(Clave) (negrita indica pole position) (cursiva indica vuelta rápida)

| Año      | Equipo      | 1       | 2       | 3       | 4       | 5       | 6       | 7       | 8       | 9       | 10        | 11      | 12      | 13    | 14      | 15    | 16    | Pos. | Puntos |
| -------- | ----------- | ------- | ------- | ------- | ------- | ------- | ------- | ------- | ------- | ------- | --------- | ------- | ------- | ----- | ------- | ----- | ----- | ---- | ------ |
| 2012     | Virtuosi UK | MNZ 1 2 | MNZ 2 1 | VAL 1 3 | VAL 2 8 | MAR 1 3 | MAR 2 7 | HUN 1 5 | HUN 2 1 | ALG 1 2 | ALG 2 Ret | CUR 1 2 | CUR 2 5 | SON 1 | SON 2 5 |       |       | 2.º  | 183    |
| 2014     | Virtuosi UK | MAR 1   | MAR 2   | LEC 1   | LEC 2   | HUN 1   | HUN 2   | MNZ 1   | MNZ 2   | IMO 1 4 | IMO 2 3   | RBR 1   | RBR 2   | NÜR 1 | NÜR 2   | EST 1 | EST 2 | 15.º | 24     |
| Fuentes: |             |         |         |         |         |         |         |         |         |         |           |         |         |       |         |       |       |      |        |